# Inhibitor dihidrofolat reduktaze
Inhibitor dihidrofolat reduktaze (DHFR inhibitor) je molekul koji inhibira funkciju dihdrofolatne reduktaze. Molekuli ove grupe se ubrajaju u antifolate.
Podatak da je folat neophodan za brzu deobu ćelija radi formiranje timina se koristi kao osnova terapeutskog pristupa. Na primer, metotreksat se koristi u hemoterapiji raka zato što može da spreči deobu neoplastičnih ćelija. Bakterijama je takođe neophodan DHFR enzim za rast i razmonožavanje, te su inhibitori sa selektivnošću za bakterijki DHFR našli primenu kao antibakterijski agensi.
Više raličitih lekova deluje putem inhibicije dihidrofolatne reduktaze:
- antibiotik trimetoprim i njegovi derivati brodimoprim, tetroksoprim, i iklaprim.
- antimalarijski lekovi pirimetamin i proguanil.
- eksperimentalni novi antimalarijski lek JPC-2056, koji je potencijalno efektivniji i bolje tolerisan od sadašnjih tretmana protiv toksoplasmose.[4]
- hemoterapeutski agensi metotreksat i pemetreksed. Metotreksat se vezuje za DHFR sa više od hiljadu puta većim afinitetom od folata.